# Centro de Interpretación del Cementerio de La Carriona
 El CICLAC (Centro de Interpretación del Cementerio de La Carriona)  es un espacio museográfico dedicado al conocimiento y difusión del Cementerio Municipal de La Carriona, en Avilés, Asturias.

## Edificio
El Centro de Interpretación de La Carriona se encuentra situado en las antiguas viviendas del capellán y el conserje del cementerio. Estas fueron proyectadas dentro del conjunto del recinto por Ricardo Marcos Bausá, con una planta rectangular y dos patios adosados a uno de sus costados (antiguas huertas de las viviendas). Su estilo sigue las características de la capilla central del camposanto, racionalista y con un carácter austero, sin grandes elementos ornamentales.
En el proyecto de rehabilitación, proyectado por el arquitecto municipal Germán Blanco Colunga, se crea un espacio expositivo diáfano de 153,45 m² dotado de almacén, oficina y aseos. Se recupera el exterior según el diseño original de Ricardo Marcos Bausá. Se trata del primer equipamiento museístico de la ciudad de Avilés. 

## Proyecto museográfico
El proyecto museográfico tiene la autoría de personal municipal, en concreto de Ricardo Fernández López y Manuel Ángel Hidalgo Menéndez. Ambos son trabajadores adscritos al Área de Cultura del Ayuntamiento de Avilés.
El discurso dentro del área de interpretación se genera a partir de paneles expositivos colocados a lo largo del perímetro. Tienen abundante documentación gráfica y en ellos se recogen varios aspectos:
1. El Avilés del tránsito de los siglos XIX al XX: La época de construcción del Cementerio Municipal de La Carriona.
2. Los antiguos cementerios de Avilés.
3. La construcción del Cementerio Municipal de La Carriona.
4. El Cementerio Municipal de La Carriona: “espacio de Arte”.
5. El Cementerio Municipal de La Carriona: “espacio de memoria”.
6. Los otros cementerios avilesinos: San Pedro Navarro y San Cristóbal.
7. El tiempo presente de nuestros cementerios: La Asociación de Cementerios Significativos de Europa o ASCE y la Ruta Europea de Cementerios.

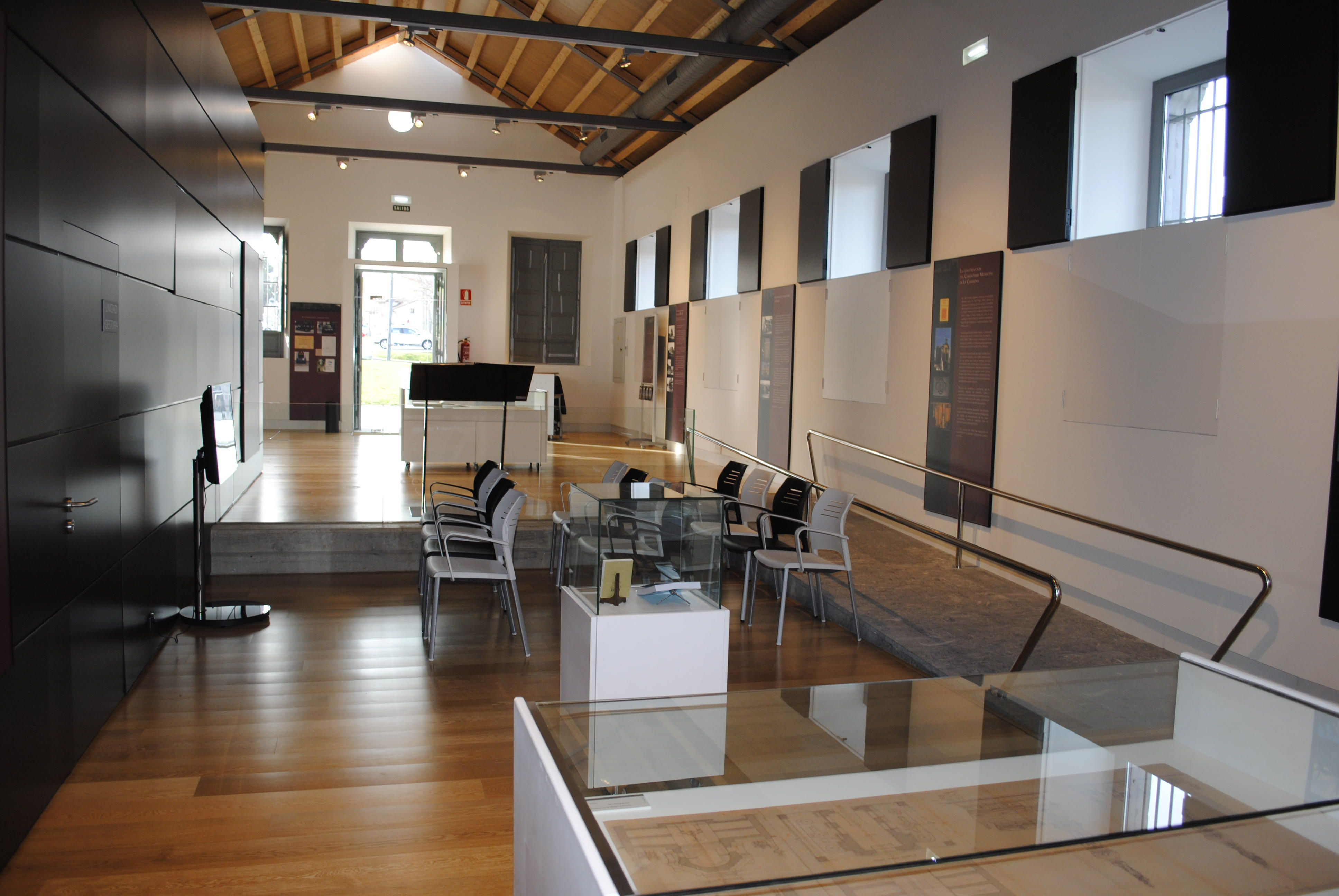
CICLAC, interior.

Además de esto, también consta de zona de reproducción de audiovisuales, folletos informativos y vitrinas, donde podemos encontrar documentos y maquetas relacionadas con el cementerio. 
El objetivo de la instalación museográfica es dar a conocer y difundir el valor histórico- artístico y social de los cementerios, que puede llevarse a cabo gracias a la Ruta Europea de Cementerios, de la que forma parte el Cementerio Municipal de La Carriona. Otros de los objetivos fundamentales son la visibilización, difusión, conservación y profundización del conocimiento del patrimonio funerario.
Todos los espacios y accesos, son accesibles para personas con movilidad reducida. Dispone de un amplio horario de apertura: de 10.00h a 13.00h y de 16.00h a 18.00h (lunes a viernes, laborables); y de 11.00h a 13.00h (sábados, domingos y festivos). La entrada es gratuita.